# Al-Buwaydah
 (août 2017).
Buwayda (en arabe : البويضة) est un village syrien situé dans le canton de Salamyeh, dans le district de Salamiyah, lui-même dans le gouvernorat de Hama. D'après le Bureau central des statistiques de Syrie, Buwayda avait une population de 174 habitants lors du recensement de 2004.